# Weserbrücke (Beverungen/Lauenförde)
Die Weserbrücke Beverungen/Lauenförde verbindet die nordrhein-westfälische Stadt Beverungen (Kreis Höxter) und die niedersächsische Gemeinde Lauenförde (Landkreis Holzminden) und ist Bestandteil der Bundesstraße 241.

## Geschichte

### Erste Brücke 1902
Bis zum Bau der Weserbrücke bestand die Verbindung zwischen Beverungen und Lauenförde aus einem Fährbetrieb. Das alte Fährhaus in Beverungen erinnert noch daran. Für den Brückenbau sollte gemäß den Planungen die Burg auf der Beverunger Flussseite abgerissen werden. Proteste der Anwohner verhinderten dies. Am 7. Dezember 1902 wurde eine Stahlbrücke, bestehend aus drei hintereinander angeordneten Fachwerkbögen, eröffnet. Der Straßenbelag bestand aus Kopfsteinpflaster. Bei Nutzung des Bauwerkes wurde ein Brückenzoll von 4 Pfennig erhoben.

### Zweite Brücke 1950

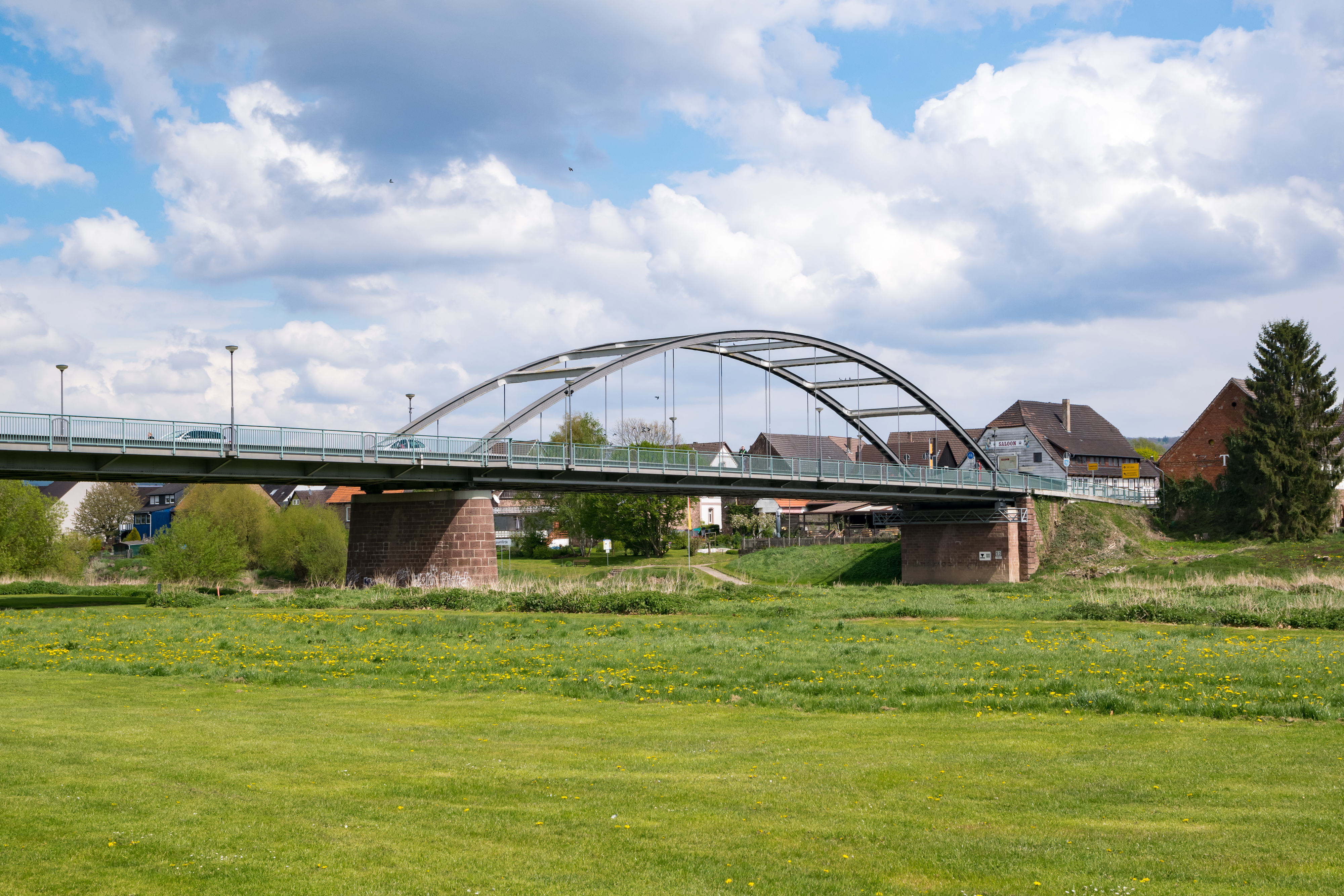
Brücke von 1950

Im Verlauf des Zweiten Weltkriegs sprengten Pioniere der Wehrmacht die erste Weserbrücke am 7. April 1945, um den anrückenden US-amerikanischen Truppen den weiteren Vormarsch nach Osten zu erschweren. Die Amerikaner bauten zur Querung eine provisorische Holzbrücke. Nach dem Krieg wurde zunächst ein Fährbetrieb eingerichtet, ehe am 19. April 1949 durch die Bauunternehmen Wittrock und Knop aus Höxter und Wältermann aus Hamm der Bau der neuen Stabbogenbrücke begonnen wurde. Für rund 700.000 DM wurde die Stahlbrücke mit durchlaufenden Vollwandträgern auf insgesamt vier Pfeilern und zwei Widerlagern gebaut. Zwei Pfeiler aus dem Jahr 1902 wurde dabei übernommen. Eine Verkleidung erfolgte mit Wesersandstein. Die Abstände der Pfeiler betrugen 32 und 35 Meter, und es wurden 600 Tonnen Stahl für die Brücke sowie 1130 Kubikmeter Beton und 315 Kubikmeter Wesersandstein verbaut. Am 14. Mai 1950 wurde die neue Weserbrücke eingeweiht.
Vom 22. April 2003 bis 14. Mai 2004 erfolgte im Auftrag des Landesbetriebs Straßenbau Nordrhein-Westfalen, Niederlassung Paderborn eine umfangreiche Sanierung und während dieser Zeit war die Brücke komplett für den Verkehr gesperrt, was zu Protesten der Bevölkerung und Gewerbetreibenden sorgte, da zunächst eine Sanierungszeit von drei Monaten geplant war.
Ende Januar 2014 sperrte der Landesbetrieb Straßenbau NRW die Weserbrücke für Fahrzeuge mit einem Gesamtgewicht von mehr als 18 Tonnen. Der Mindestabstand der Lkw war zudem auf 25 Meter festgesetzt worden. Schwere Lkw mussten einen Umweg von 4 bis 11 km über die Weserbrücke der Landesstraße 763 bei Würgassen/Herstelle nehmen. Seit 18. März 2014 war auf der Brücke nur noch einspuriger Verkehr mit verengter Fahrbahn und verkehrsabhängiger Ampelregelung zulässig. Damit war es möglich, dass auch LKW mit einem Gewicht bis zu 44 Tonnen die Brücke passieren konnten.

### Dritte Brücke 2020

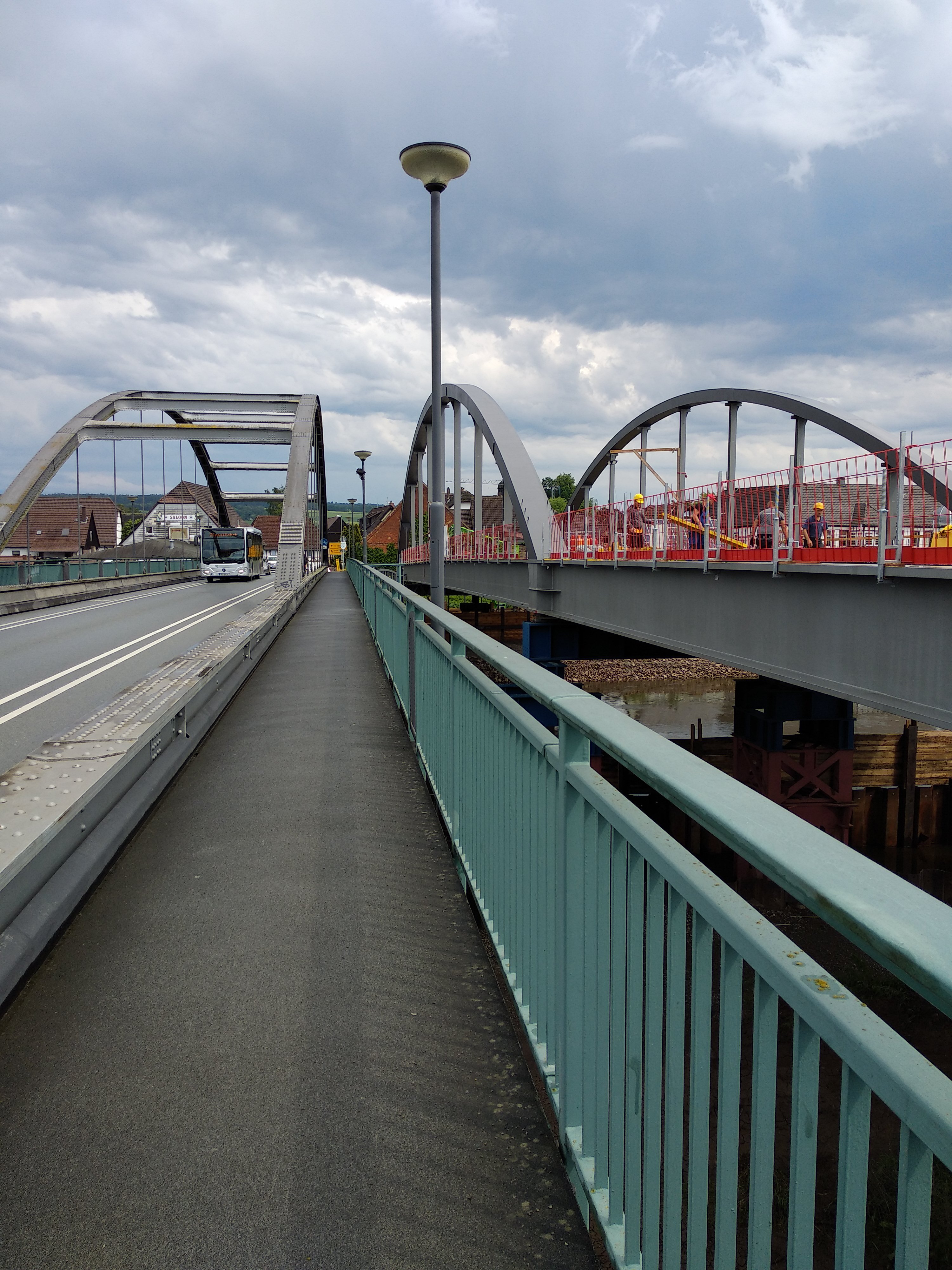
Neubau der dritten Weserbrücke mit Blick in Richtung Lauenförde (Stand: 3. Juni 2019). Links die zweite einspurige Weserbrücke. Rechts der Neubau der dritten Brücke.

Aufgrund der unwirtschaftlichen Instandsetzung plante Landesbetrieb Straßenbau NRW einen Ersatzneubau. Ab Frühjahr 2017 wurde dieser in Parallellage zur alten Brücke  auf Hilfsstützen errichtet. Die alte Brücke war zunächst mit nur einer Richtungsfahrbahn nutzbar. Nach Abriss der alten Brücke erfolgten die Errichtung neuer Fundamente, Brückenpfeiler und Widerlager. Von Mitte März 2019 bis Frühjahr 2020 war die alte Weserbrücke für den Autoverkehr komplett gesperrt. In dieser Zeit konnten Radfahrer und Fußgänger die Weser bereits über die neue Brücke (angeschlossen über provisorische Holzstege) überqueren. Auf den neuen Brückenunterbau sollte im Februar 2020 der neue Überbau querverschoben werden. Der Verschub verzögerte sich jedoch aufgrund von Hochwasser und den Folgen der Covid-19-Pandemie. Am 7. Mai 2020 wurde er schließlich durchgeführt.
Am 15. Juli 2020 wurde die Brücke für den Verkehr freigegeben. An der Eröffnung der Brücke war unten anderem Hendrik Wüst, Verkehrsminister des Landes Nordrhein-Westfalen, und der Bundestagsabgeordnete Christian Haase beteiligt. Die Vorgängerbrücke von 1950 war zuvor abgerissen worden.